# 库尔皮亚克
库尔皮亚克（法語：Courpiac，法語發音：[kuʁpjak]）是法国吉伦特省的一个市镇，属于朗贡区。

## 地理
库尔皮亚克（44°45'18"N, 0°10'56"W）面积2.21 平方千米，位于法国新阿基坦大区吉倫特省，该省份为法国西南部沿海省份，是法國本土面积最大的省，北起滨海夏朗德省，西临大西洋，南至朗德省，东南接洛特-加龍省，东临多爾多涅省。
与库尔皮亚克接壤的市镇（或旧市镇、城区）包括：贝勒丰、塞萨克、吕加松、罗马涅。

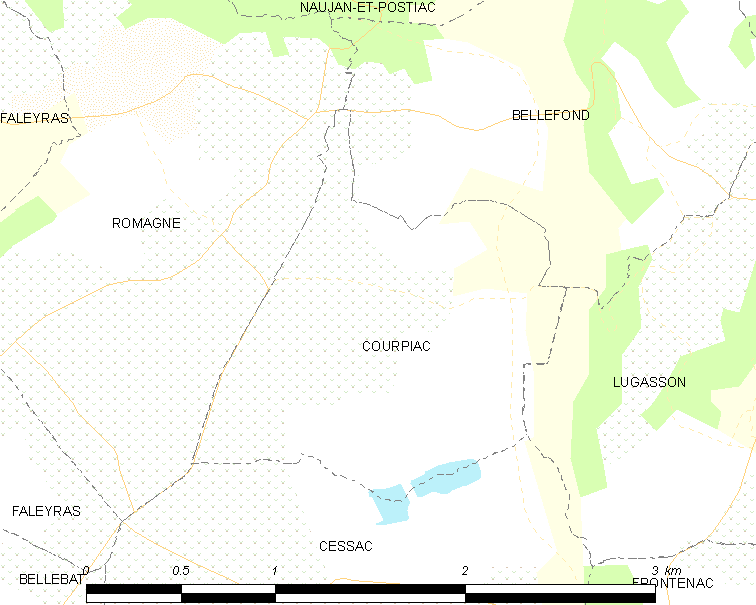
库尔皮亚克的OSM定位图

库尔皮亚克的时区为UTC+01:00、UTC+02:00（夏令时）。

## 行政
库尔皮亚克的邮政编码为33760，INSEE市镇编码为33135。

## 政治
库尔皮亚克所属的省级选区为海间县。

## 人口

1962-2008年间库尔皮亚克人口变化图示

库尔皮亚克于2022年1月1日时的人口数量为122人。